# 5ta dimensión
5ta Dimensión es el noveno álbum de estudio de la banda de Argentina originaria de Temperley, El Otro Yo, grabado el los Estudios Panda y Cuzco, producido por Cristian Aldana y Gabriel Guerrisi. A diferencia del disco anterior, en esta formación ya no forman parte ni Ray Fajardo (en su lugar se encuentra Ricky Rua, excantante de Los Brujos) ni Diego Vainer (aunque se puede apreciar su participación en el piano en "Te Quiero"). El primer videoclip es el de "Los Niños", con mención a la violencia de género. Musicalmente se diferencia mucho de su anterior trabajo, con un sonido más innovador, sin perder la esencia de la banda. María Fernanda Aldana definió al disco musicalmente como "Hardcore Espiritual". También se manifiesta el especismo en "Voces Inocentes" y " Dinero 666". El disco cuenta con dos composiciones de Gabriel Guerrisi y se convirtieron en las más apreciadas por los seguidores. Además este disco rescata una canción que había quedado afuera de "Espejismos" (2004), "Morir Con Vos". En el 2013 con la vuelta de Ezequiel Araujo (anteriormente se encontraba en su proyecto llamado "Imperfectos" junto a Deborah De Corral, Leandro Martínez y Mauro Ambesi) se reedita este disco bajo el nombre "Platón en la 5.ª Dimensión" que incluye uno de los temas que había quedado fuera en la primera edición: "Platón". Musicalmente se diferencia del resto de los temas ya que tiene muchos sintetizadores,, esto se debe a la misma presencia de Araujo como productor y músico invitado en esta canción.

## Lista de canciones
1. .«Los Niños» (H.C Aldana)
2. .«Voces Inocentes» (M.F Aldana)
3. «Morir Con Vos» (H.C Aldana)
4. «Te Quiero»  (G. Guerrisi)
5. «Saltar» (M.F Aldana)
6. «Dinero 666» (M.F Aldana)
7. «Hasta Morir» (H.C Aldana, M.F Aldana, G. Guerrisi, R. Rua)
8. «Abismo» (G. Guerrisi)
9. «Ancestral» (M.F Aldana)
10. «Saturno» (H.C Aldana)

## Músicos
- Cristian Aldana - Guitarra y voz.
- María Fernanda Aldana - Bajo, voz y teclados.
- Gabriel Guerrisi - Guitarra slide.
- Ricky Rua - Batería.